# Réserve de biodiversité Akumunan
La réserve de biodiversité Akumunan est une réserve de biodiversité du Québec (Canada) situé au Fjord-du-Saguenay et dans La Haute-Côte-Nord. D'une superficie de 285 km2, elle a pour mission de favoriser la protection du caribou forestier. Elle a été créée en 2020 et est administrée par le ministère de l'Environnement et de la Lutte contre les changements climatiques.

## Toponymie
Akumunan signifie «havre» en innu. Le choix du nom reflète le souhait que cette aire protège le caribou. De plus, il s'agit une région moins perturbée que celles aux alentours par l'activité humaine, soit une sorte de « havre ».

## Géographie
La réserve de biodiversité Akumunan est localisée à 50 km au nord-ouest de Tadoussac et à 70 km au nord-est de Saguenay. Elle a une superficie de 284,7 km2 et elle est située dans les territoires non organisés de Mont-Valin et de Lac-au-Brochet qui sont respectivement au Saguenay–Lac‑Saint‑Jean et en Côte-Nord.
Les plus vieilles forêts sont comprises dans trois refuges biologiques (09751R141, 09751R137 et 09751R142). La réserve superpose le territoire de deux zones d'exploitation contrôlée, soit les zecs Nordique et de la Rivière-Sainte-Marguerite.

### Relief et géologie
La réserve est située dans les Laurentides. Ces dernière font partie de la province géologique de Grenville du Bouclier canadien, une ancienne chaîne de montagne érodée qui s'est formée il y a un milliard d'années. Le relief de la réserve, qui est situé au cœur des monts Valin. Le plateau dont le sommet est légèrement moutonné dont les bords sont parfois abrupts. L'altitude du territoire va de 380 m au fond de la vallée de la rivière Sainte-Marguerite Nord-Est à 850 m sur quelques sommets au nord du territoire.
Le substrat rocheux est composé de granitoïdes à orthopyroxène et l'est sur des gneiss charnockitiques. Le plateau est recouvert d'une mince couche de till de 25 à 100 cm d'épaisseur. Les dépressions, comme la vallée du bras Pilote sont plutôt recouverts de dépôts fluvioglaciaires comme du sable et du gravier. Les tourbières recouvrent quant à elles moins de 1 % du territoire.

### Hydrographie
La réserve est située sur trois bassins versants. À l'est, celui de la rivière Sainte-Marguerite qui couvre une bonne partie du territoire et à l'est celui de la rivière des Escoumins qui en recouvre 10,4 %. Au nord le bassin de la rivière Portneuf ne couvre que 0,6 % du bassin. Il est à noter que le sous-bassin du bras Pilote, un affluent de la rivière Sainte-Marguerite Nord-Est, est inclus à 87,3 % dans la réserve.
Les lacs sont de petites tailles et représentent 7 % du territoire de la réserve. Ce sont souvent des lacs situé à la tête des bassins hydrographiques. Les principaux lacs sont les lacs Brûlé, des Sapins, la Loutre, de l'Avion, Pilote et à Lessard. Plusieurs d'entre eux sont de forme allongée dans un alignement nord-ouest/sud-est, suivant l'orientation des failles.

### Climat
Le climat de la partie nord de la réserve est un climat continental de type subpolaire froid, subhumide, et à saison de croissance moyenne tandis qu'il est subpolaire humide à saison de croissance moyenne dans la partie sud. Cette différence fait en sorte que la saison de croissance y est de deux semaines plus longue au sud. Le climat est plus influencé par l'altitude que la latitude, le sud étant encaissé dans la vallée de la Marguerite Sud-Ouest alors que le nord est au sommet du plateau.

## Flore
Les forêts composent 92,2 % de la superficie de la réserve. Le tiers est composé de forêts fermées de sapin baumier accompagné d'épinette noire. Ces vieilles forêts ont souvent plus de 90 ans. Les forêts de résineux plus ouverts recouvrent 11 % du territoire. Les forêts mélangées (qui comprennent des feuillus intolérants et des résineux) couvrent 37 % de la réserve. En 1995, un incendie a brûlé 4 % du territoire, qui se régénère lentement. Entre 1968 et 2013, 25% du territoire a fait l’objet de travaux sylvicoles. Le plus grand perturbateur des forêts d'Akumunan reste la tordeuse des bourgeons de l'épinette, dont l'épidémie du début des années 1980 a perturbé 12 000 ha de forêts de résineux. Toutes ces perturbations en plus du sol pauvre et du climat froid et humide font en sorte que les forêts de la réserve présentent une belle mosaïque à divers stades évolutifs de la sapinière à bouleau blanc.
Lors d'un inventaire sommaire réalisé par le ministère en 2008, on y a répertorié les taxons suivant : le bleuet à feuilles étroites (Vaccinium angustifolium), le bleuet fausse-myrtille (Vaccinium myrtilloides), l'aralie à tige nue (Aralia nudicaulis), le Petit Thé (Gaultheria hispidula), la clintonie boréale (Clintonia borealis), la savoyane (Coptis trifolia), l'épinette noire (Picea mariana), le gadellier glanduleux (Ribes glandulosum), le gadellier lacustre (Ribes lacustre), le kalmia à feuilles étroites (Kalmia angustifolia), la linnée boréale (Linnea borealis), la maïanthème du Canada (Maianthemum canadense), l'oxalide de montagne (Oxalis montana), la renoncule rampante (Ranunculus repens), le thé du Labrador (Rhododendron groenlandicum), le sapin baumier (Abies balsamea) et la trientale boréale (Lysimachia borealis).

## Faune
Il y a pas d'inventaire faunique spécifique pour la réserve. On peut cependant en esquisser les espèces à partir d'un portrait régional réalisé en 2011. Cependant le portait n'est pas complet, ce dernier favorisant les espèces d'intérêt pour la chasse et la pêche. Parmi les grands mammifères, on y rencontre l'orignal (Alces americanus), l'ours noir (Ursus americanus), le caribou des bois (Rangifer tarandus caribou). Chez les petits mammifères, on y note la présence du lièvre d'Amérique (Lepus americanus), du porc-épic d'Amérique (Erethizon dorsatum), la martre d'Amérique (Martes americana), le castor du Canada (Castor canadensis), le renard roux (Vulpes vulpes), le lynx du Canada (Lynx canadensis), le rat musqué (Ondatra zibethicus), le vison d'Amérique (Neovison vison), la mouffette rayée (Mephitis mephitis) et le raton laveur (Procyon lotor). Les micromammifères présents sont l'écureuil roux (Tamiasciurus hudsonicus), le tamia rayé (Tamias striatus), la souris sylvestre (Peromyscus maniculatus) et quelques espèces de chauve-souris.
Pour la faune aviaire on y rencontre des espèces communes comme la gélinotte huppée (Bonasa umbellus), le tétras du Canada (Falcipennis canadensis), la bécasse d'Amérique (Scolopax minor), la bécassine des marais (Gallinago gallinago), la corneille d'Amérique (Corvus brachyrhynchos), le mésangeai du Canada (Perisoreus canadensis), le carouge à épaulettes (Agelaius phoeniceus) et le garrot d'Islande (Bucephala islandica). Il est possible que l'on y retrouve aussi plusieurs autres espèces de parulines (Parulidae) et plusieurs rapaces, comme la buse à queue rousse (Buteo jamaicensis), le faucon pèlerin (Falco peregrinus), le grand-duc d'Amérique (Bubo virginianus) et la chouette rayée (Strix varia). La grive de Bicknell (Catharus bicknelli), qui est présente dans la région environnante, pourrait fréquenter les sapinières à plus de 600 m d'altitude.
Parmi l'herpétofaune, on y rencontrerait le crapaud d'Amérique (Anaxyrus americanus) et la couleuvre rayée (Thamnophis sirtalis). Le seul poisson à fréquenter les lacs et rivières de la réserve est l'omble de fontaine (Salvelinus fontinalis).
Akumunan protège l'habitat de deux espèces menacées ou vulnérables. Malgré sa petite taille, elle protège le noyau  initial de la harde du Lac des Cœurs du caribou forestier. Du plus la présence de vieilles forêts est un habitat essentiel pour le garrot d'Islande, ce dernier pondant ses œufs dans les trous d'arbre qui sont rares dans les forêts aménagées.

## Histoire
La réserve de biodiversité Akumunan est située dans le Nitassinan des Innus d'Essipit. Ces territoires de chasse et pêche ont été cartographiés en 1927 par l'anthropologue Frank Speck, du conseil Attikamekw-Montagnais en 1983 et de l'analyse des données de cette dernière pour les Essipiunnuat en 2009. Leur Nitassinan est divisé en six territoires de chasse et pêche traditionnels qui correspondent généralement aux bassins hydrographiques. Deux de ces territoires recoupent Akumunan soit Pépoltsemiskà, qui correspond au bassin de la rivière Sainte-Marguerite et  Ecibiucibu, qui correspond à celui de la rivière aux Escoumins. Les familles Denis, Nicolas, Duberger, Jacques et Moreau occupent Pépoltsemiskà et les familles Moreau, Dominique et Ross occupent Ecibiucibu. On y retrouve encore dans la réserve quatre camps où les Essipiunnuat pratiquent leur activité traditionnelle.
La réserve de biodiversité projetée Akumunan est créée de façon provisoire par décret le 7 septembre 2005 pour une durée de quatre ans. Ce statut provisoire est renouvelé pour un autre 4 ans en 2009 et pour huit ans en 2013. En 2012, le Bureau d'audiences publiques sur l'environnement s'est vu confier le mandat de tenir des consultations publiques pour la création de dix aires protégées au Saguenay–Lac-Saint-Jean. Le rapport, remis au ministère le 20 juillet 2012 conclut de donner un statut permanent à Akumunan avec un agrandissement proposé sur le territoire de la zec Nordique,.
L'une des propositions d'agrandissement rejetées lors du rapport situé au nord-ouest a fait l'objet d'un examen lors des travaux de la Table régionale de l'analyse de carence en aires protégées, mise au pied par la Conférence régionale des élus du Saguenay–Lac-Saint-Jean et qui a tenu ses travaux entre 2011 et 2014. Cette dernière a recommandé unanimement ce projet d’agrandissement. Il y a finalement eu aussi des retraits mineurs au niveau de la pourvoirie Domaine du lac des Cœurs. La réserve de biodiversité Akumunan a obtenu son statut permanent par décret le 13 mai 2020.

## Usage
Il y a plusieurs chemins forestiers qui permettent l'accès à la réserve, cependant leur qualité est très variable. Outre les activités traditionnelle de chasse et de pêche des Innus, on rencontre 18 baux de villégiatures et 11 baux d'abris sommaires, dont 6 pour les Innus d'Essipit. Il y a aussi six camps de piégeage. On y rencontre aussi une pourvoirie à droit non exclusif située au nord-ouest la pourvoirie du Lac Pierre. En somme, le territoire est utilisé pour la villégiature, la chasse, la pêche et le piégeage à un niveau considéré plutôt extensif.